# 3454 Lieske
3454 Lieske (1981 WB1) là một tiểu hành tinh vành đai chính được phát hiện ngày 24 tháng 11 năm 1981 bởi E. Bowell ở Flagstaff (AM).